# Oswald Jacoby
Pour les articles homonymes, voir Jacoby.
Oswald Jacoby est un  expert américain de bridge, auteur de livres sur le bridge, le poker et le backgammon, né le (8 décembre 1902 à New York et mort le  27 juin 1984 à Dallas au Texas.

## Biographie et carrière
Mathématicien de formation à l'Université Columbia, Jacoby s'engagea pendant la Seconde Guerre mondiale dans la marine comme cryptanalyste pour casser les codes ennemis.
Jacoby jouait à de nombreux jeux : outre le bridge, le poker et le backgammon, il pratiquait la canasta, le whist, les échecs, le pinocle (un jeu de carte américain), le craps et le gin rami.
Sa spécialité était le bridge. Il est principalement connu comme l'auteur des conventions d'enchères texas  (appelée « transfert Jacoby » dans le système d'enchère américain SAYC) et le 2SA Jacoby (appelée Jacoby 2NT en anglais) fitté avec 13-14 H  dans le SAYC.
Il fut champion du monde de backgammon en 1972
L'écrivaine et journaliste Susan Jacoby est sa nièce.

## Publications
bridge
- Famous hands of the Culbertson-Lenz match, 1932
- Watson on the play of the hand at contract bridge, 1934
- The four aces system of contract bridge, 1935
- Five-suit bridge, 1938
- Laws of Oklahoma, 1946
- How to figure the odds, 1947
- What's new in bridge, 1954
- Hear how to play winning bridge, 1960
- Win at bridge with Oswald Jacoby : America's winningest bridge champion, 1963
- The complete book of duplicate bridge, 1965
- Win at bridge with Jacoby & son, 1966
- Win at bridge with Jacoby modern, 1973
- Jacoby transfer bids, 1981
- Major suit raises, 1981
- Improve Your Bridge With Oswald Jacoby: 125 Bridge Hands from the Master, 1983,  (ISBN 0-07-032238-4)

poker et gin rami
- Poker, 1940
- Oswald Jacoby on Gin Rummy, etc., 1947
- Oswald Jacoby on Oklahoma, the wild, wild rummy game, 1948
- Oswald Jacoby on Poker ... Revised edition, 1948
- Winning poker, 1949
- Oswald Jacoby on Poker, 1981,  (ISBN 9780385175906)
- How to Win at Gin Rummy, 1978

jeux de cartes divers et backgammon
- Oswald Jacoby's Complete Canasta, 1950
- How to win at canasta, 1951
- The fireside book of cards, 1957
- Oswald Jacoby on Gambling, 1963,
- Jacoby on card games, 1986
- The Backgammon Book (avec John R. Crawford), 1970,  (ISBN 0670-14409-6)
- The book of card game rules and strategies, 1989

problèmes et jeux mathématiques
- Mathematics for pleasure, 1962
- New Recreations with Magic Squares (avec William H. Benson), 1976
- Magic cubes : new recreations, 1981
- Intriguing Mathematical Problems (avec William H. Benson), 1996